# Amadeo Peyron

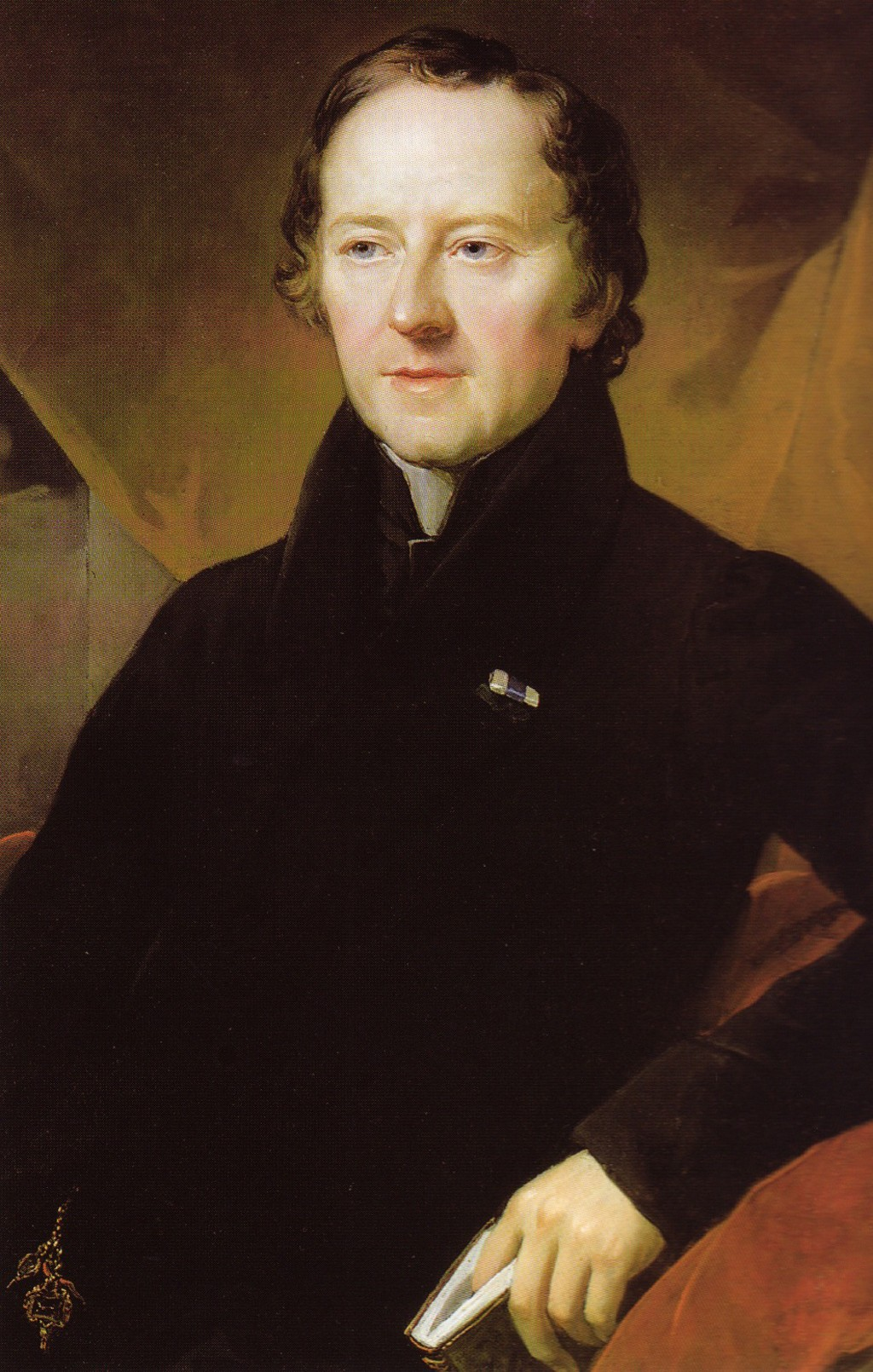
Amadeo Peyron.

Vittorio Amadeo Peyron, född den 2 oktober 1785 i Turin, död där den 27 april 1870, var en italiensk språkforskare. 
Peyron vann berömmelse främst genom arbetena Lexicon linguæ copticæ (1835, ny upplaga 1896) och Grammatica linguæ copticæ (1841), vilka var betydelsefulla för studiet av koptiskan. Han utgav jämväl Papyri græci musei tauriensis (2 band, 1826–1827), flera palimpsester, Codicis Theodosiani fragmenta (1824) med mera.